# Thermosyntropha lipolytica
Thermosyntropha lipolytica è una specie di batterio appartenente alla famiglia delle Syntrophomonadaceae.